# Har Gilo
Har Gilo (hebrejsky הר גילה, doslova „Hora Gilo“, podle biblického města "Gílo" - například Kniha Jozue 15,51, v oficiálním přepisu do angličtiny Har Gillo) je izraelská osada typu společná osada (jišuv kehilati) na Západním břehu Jordánu v distriktu Judea a Samaří a v Oblastní radě Guš Ecion.

## Geografie
Nachází se v nadmořské výšce 915 metrů v severní části Judska a v centrální části Judských hor. Har Gilo leží cca 4 kilometrů severozápadně od města Betlém, cca 8 kilometrů jihozápadně od historického jádra Jeruzalému a cca 55 kilometrů jihovýchodně od centra Tel Avivu. Na dopravní síť Západního břehu Jordánu je napojena pomocí silnice číslo 60 - hlavní severojižní tepny Judska, která probíhá v bezprostřední blízkosti osady, ale v tunelu, takže napojení na ni je umístěno poněkud dále.
Leží na severním okraji územně kompaktního bloku izraelských sídel zvaného Guš Ecion, který je tvořen hustou sítí izraelských vesnic a měst. Uvnitř bloku se ale nacházejí i některé palestinské sídelní enklávy. Neblíže k Har Gilo jsou to vesnice Al-Walaja a město Bajt Džalá (v jehož názvu je mimochodem uchováno jméno původního starověkého Gila). Na severu se vesnice dotýká aglomerace Jeruzalému (jeruzalémská čtvrť Gilo)

## Dějiny
Har Gilo byl založen v roce 1972. Leží poblíž oblasti historického bloku Guš Ecion, který má tradici moderního židovského osídlení ještě z doby před vznikem současného státu Izrael. Samotná osada v této lokalitě ale vznikla až po dobytí Západního břehu Jordánu izraelskou armádou, tedy po roce 1967.
Šlo přitom o jedno z prvních takto osídlených míst, protože osada byla založena už v prosinci 1967. Tedy se ale jednalo o malou vesnici. 18. května 1975 rozhodla izraelská vláda provést na hoře Gilo masivní další výstavbu kvůli jejímu významu jako spojnice Guš Ecionu s Jeruzalémem. Součástí plánované investice měla být i výstavba spojovací silnice. Zároveň se měla ustavit vládní komise složená z ministerských úředníků, kteří měli navrhnout způsob budoucího stavebního využití této oblasti a zajistit nutné pozemky. 29. února 1976 vláda rozhodla, že v Har Gilo postaví školu provozovanou izraelskou armádou. Zároveň se tu počítalo s výstavbou 100-120 bytových jednotek v 1. fázi. Územní plán obce předpokládá kapacitu 97 bytových jednotek a byl už plně realizován. Další územní plán navíc umožňuje výstavbu 213 bytů, ale ten zatím nebyl proveden. Osada tak zůstala spíše vesnickou komunitou.
Internetové stránky obce ale ohlašují, že začala výstavba 245 nových bytů. Obec je napojena na autobusové linky vedoucí do Jeruzalému (10 spojů denně). Většina lidí pracuje v Jeruzalému.
Počátkem 21. století byl Har Gilo stejně jako téměř celá oblast Guš Ecion zahrnut do bezpečnostní bariéry, která probíhá na jižní i východní straně od obce a odděluje ji od palestinského města Bajt Džalá. Na západní straně byla dle stavu k roku 2008 rozestavěna další sekce bariéry, která měla oddělit palestinskou enklávu Al-Walaja. Izrael si hodlá oblast Guš Ecion ponechat i po případné mírové smlouvě s Palestinci.

## Demografie
Obyvatelstvo Har Gilo je v databázi rady Ješa popisováno jako sekulární. Podle údajů z roku 2014 tvořili naprostou většinu obyvatel Židé (včetně statistické kategorie "ostatní", která zahrnuje nearabské obyvatele židovského původu ale bez formální příslušnosti k židovskému náboženství).
Jde o menší obec vesnického typu s populací, která po roce 2005 zaznamenává výraznější demografické přírůstky. K 31. prosinci 2014 zde žilo 1438 lidí. Během roku 2014 populace stoupla o 13,9 %.
| Rok            | 1972 | 1983 | 1985 | 1986 | 1987 | 1988 | 1989 | 1990 | 1991 | 1992 | 1993 | 1994 | 1995 | 1996 | 1997 | 1998 | 1999 | 2000 |
| -------------- | ---- | ---- | ---- | ---- | ---- | ---- | ---- | ---- | ---- | ---- | ---- | ---- | ---- | ---- | ---- | ---- | ---- | ---- |
| Počet obyvatel | 19   | 201  | 283  | 298  | 298  | 298  | 305  | 340  | 379  | 389  | 404  | 387  | 380  | 328  | 345  | 340  | 363  | 369  |

| Rok            | 2001 | 2002 | 2003 | 2004 | 2005 | 2006 | 2007 | 2008 | 2009 | 2010 | 2011 | 2012 | 2013 | 2014 |
| -------------- | ---- | ---- | ---- | ---- | ---- | ---- | ---- | ---- | ---- | ---- | ---- | ---- | ---- | ---- |
| Počet obyvatel | 364  | 357  | 365  | 371  | 381  | 415  | 462  | 479  | 566  | 602  | 670  | 952  | 1262 | 1438 |